# Warnikajmy
Warnikajmy (deutsch Warnikeim) ist ein kleiner Ort in der polnischen Woiwodschaft Ermland-Masuren und gehört zur Gmina Korsze (Stadt- und Landgemeinde Korschen) im Powiat Kętrzyński (Kreis Rastenburg).

## Geographische Lage
Warnikajmy liegt westlich der Guber in der nördlichen Mitte der Woiwodschaft Ermland-Masuren, 13 Kilometer nordwestlich der Kreisstadt Kętrzyn (deutsch Rastenburg).

## Geschichte
Der kleine nach 1772 Wannigkeim, vor 1820 Warnikam und nach 1820 Warnkeim genannte Gutsort wurde 1874 in den neu errichteten Amtsbezirk Lamgarben (heute polnisch Garbno) eingegliedert und gehörte bis 1945 zum Kreis Rastenburg im Regierungsbezirk Königsberg in der preußischen Provinz Ostpreußen. 1785 wurde Warnikeim ein „adlig Gut mit 12 Feuerstellen“ genannt. 1820 zählte der Ort 87, 1905 bereits 98 und 1910 schon 136 Einwohner.
Am 30. September 1928 schlossen sich der Gutsbezirk Warnikeim, Teile des Gutsbezirks Plötnick (polnisch Płutniki), die Landgemeinde und der Gutsbezirk Seeligenfeld (Błogoszewo), beide Amtsbezirk Paaris (Parys), sowie Teile des Gutsbezirks Tolksdorf (Tołkiny) im Amtsbezirk Tolksdorf zur neuen Landgemeinde Seeligenfeld zusammen.
In Kriegsfolge wurde 1945 das gesamte südliche Ostpreußen an Polen überstellt. Warnikeim erhielt die polnische Namensform „Warnikajmy“ und ist heute eine Siedlung (polnisch Osada) innerhalb der Stadt- und Landgemeinde Korsze (Korschen) im Powiat Kętrzyński (Kreis Rastenburg), bis 1998 der Woiwodschaft Olsztyn, seither der Woiwodschaft Ermland-Masuren zugehörig.

## Kirche
Bis 1945 war Warnikeim in die evangelische Kirche Lamgarben(polnisch Garbno) in der Kirchenprovinz Ostpreußen der Kirche der Altpreußischen Union sowie in die katholische Kirche Korschen (Korsze) im Bistum Ermland eingepfarrt. Heute gehört Warnikajmy katholischerseits zu den Pfarreien Garbno (Lamgarben) bzw. Parys (Paaris) im jetzigen Erzbistum Ermland. Evangelischerseits ist Warnikajmy nach Kętrzyn (Rastenburg) in der Diözese Masuren der Evangelisch-Augsburgischen Kirche in Polen orientiert.

## Gut Warnikeim

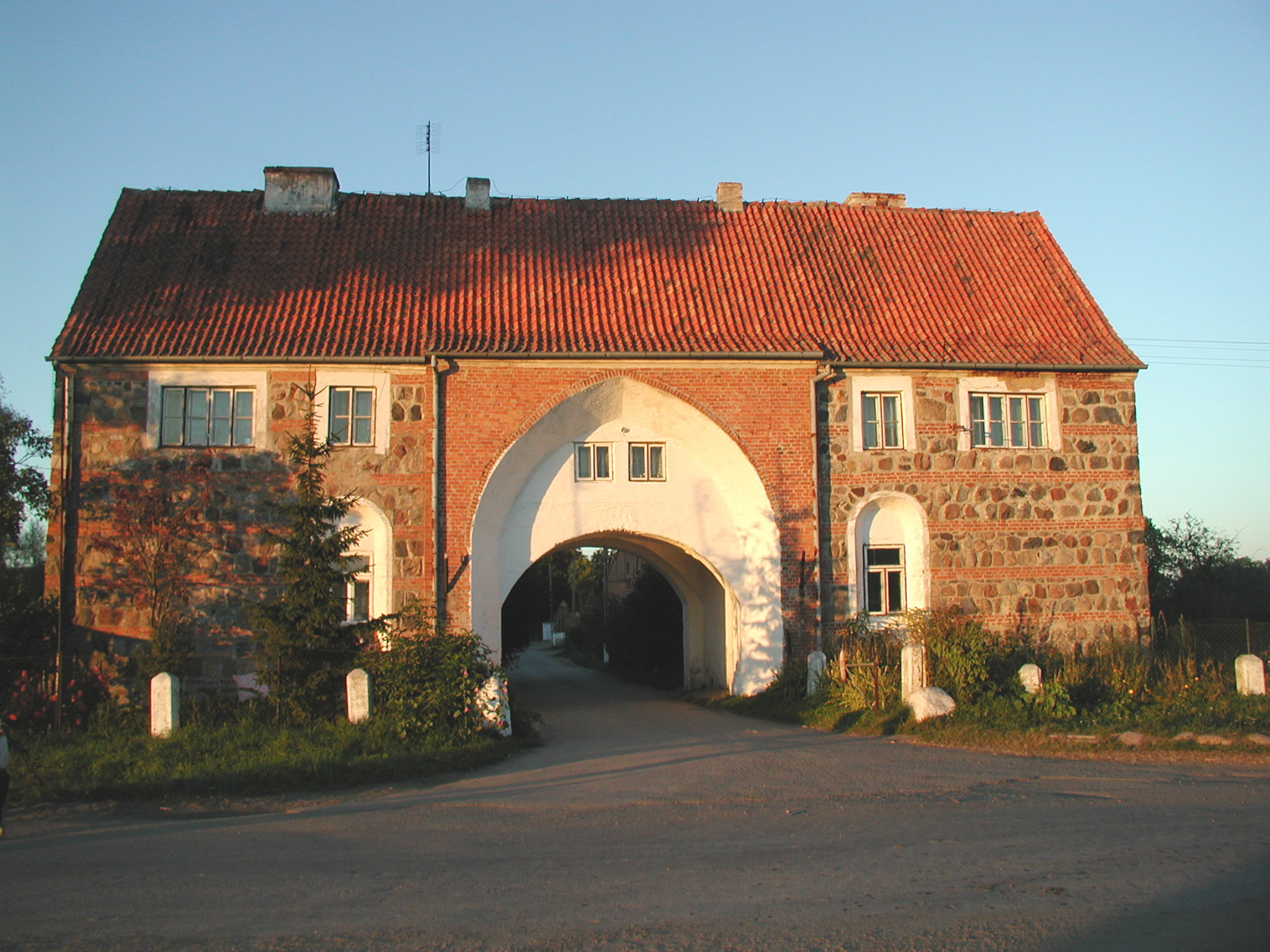
Das Einfahrtstor zum Gutshof Warnikeim

Ab dem 17. Jahrhundert gehörte Warnikeim zum Stammbesitz der Familie von Borcke. Ab 1916 ließ der Gutserbe, der Gerdauener Landrat Julius Freiherr von Braun, neben vorhandenen alten Gebäuden ein ritterburgähnliches Gutshaus errichten. Die Entwürfe dazu fertigte der Gerdauener  Architekt Paul Engler  an. Kriegsgefangene wurden bei den Bauarbeiten eingesetzt und die Ziegel stammten aus der gutseigenen Ziegelei, beides senkte die Baukosten dieses imposanten Gebäudes, das man auch „Klein Marienburg“ nannte. Die Familie von Braun bezog das Gutshaus 1923, 1929 wurde es wegen der Landwirtschaftskrise an die Bank verkauft. In dieser Zeit hatte der Besitz eine Betriebsfläche von knapp 600 Hektar. Freiherr von Braun erlag am 19. September 1931 einem Herzinfarkt. Seine Familie zog nach Königsberg, das Land wurde in vier Höfe aufgeteilt.
Im Jahre 1934 wurden das Haupthaus des Gutes und der große Rundturm abgerissen. Erhalten blieben das Inspektorenhaus, die Stallungen und das Einfahrtstor.

## Verkehr
Warnikajmy ist von der Stadt Korsze und von der Woiwodschaftsstraße 590 aus über Błogoszewo (Seeligenfeld) zu erreichen, außerdem auf einer Nebenstraße von Równina Górna (Ober Plehnen) aus. Eine Anbindung an den Bahnverkehr besteht nicht.